# Herengracht (Maarssen)
De Herengracht is een straat op de oever(wal) van de Vecht in het Nederlandse dorp Maarssen. Op de andere oever bevindt zich de Schippersgracht. De Herengracht begint bij de Kaatsbaan (bij de Evert Stokbrug) plus Langegracht en gaat van hieruit dan over in de Herengracht en eindigt bij het Zandpad. Aan de Herengracht bevinden zich talrijke monumentale panden.

## Fotogalerij

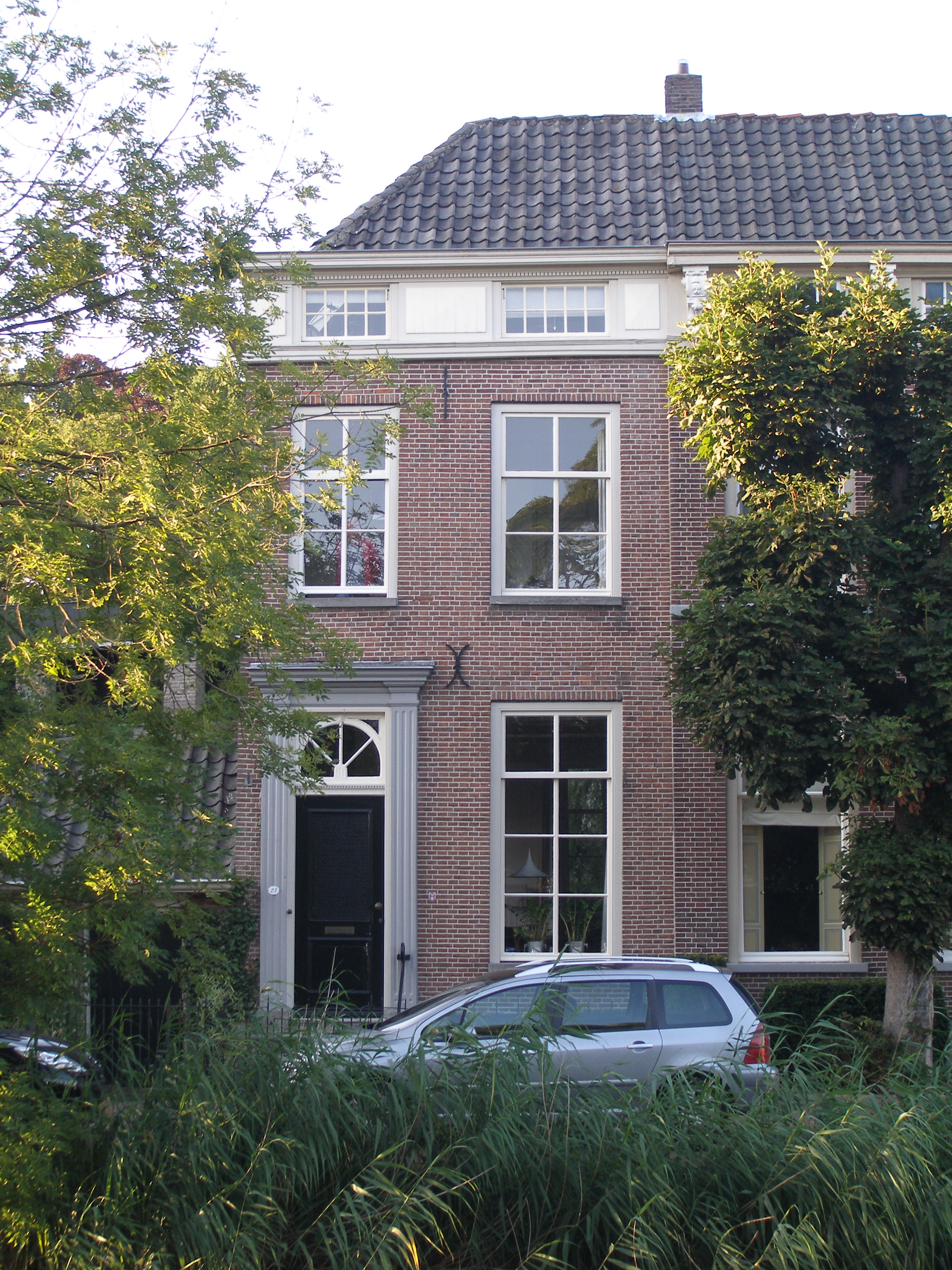
Herengracht 23 te Maarssen
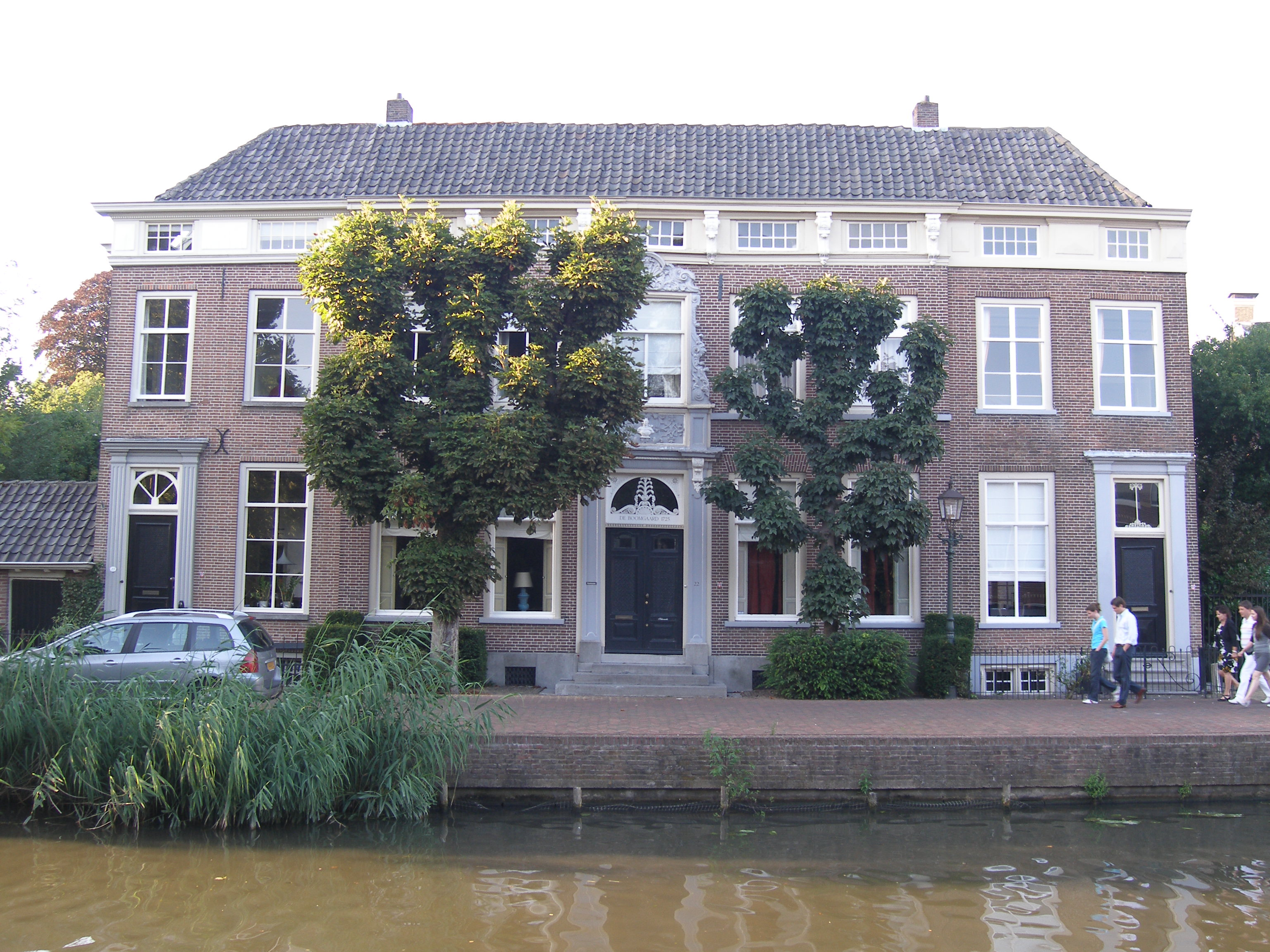
Herengracht 22 te Maarssen
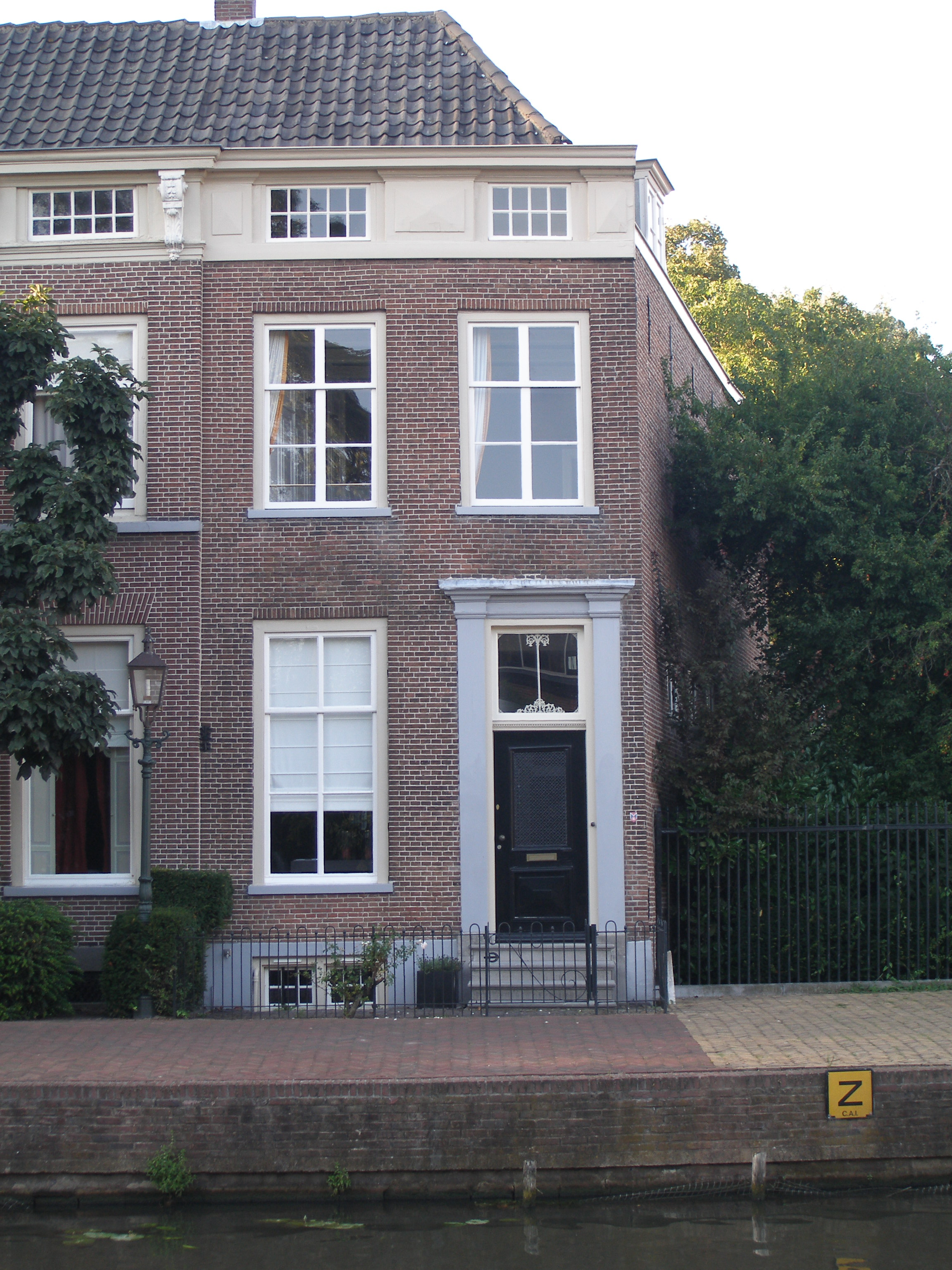
Herengracht 21 te Maarssen
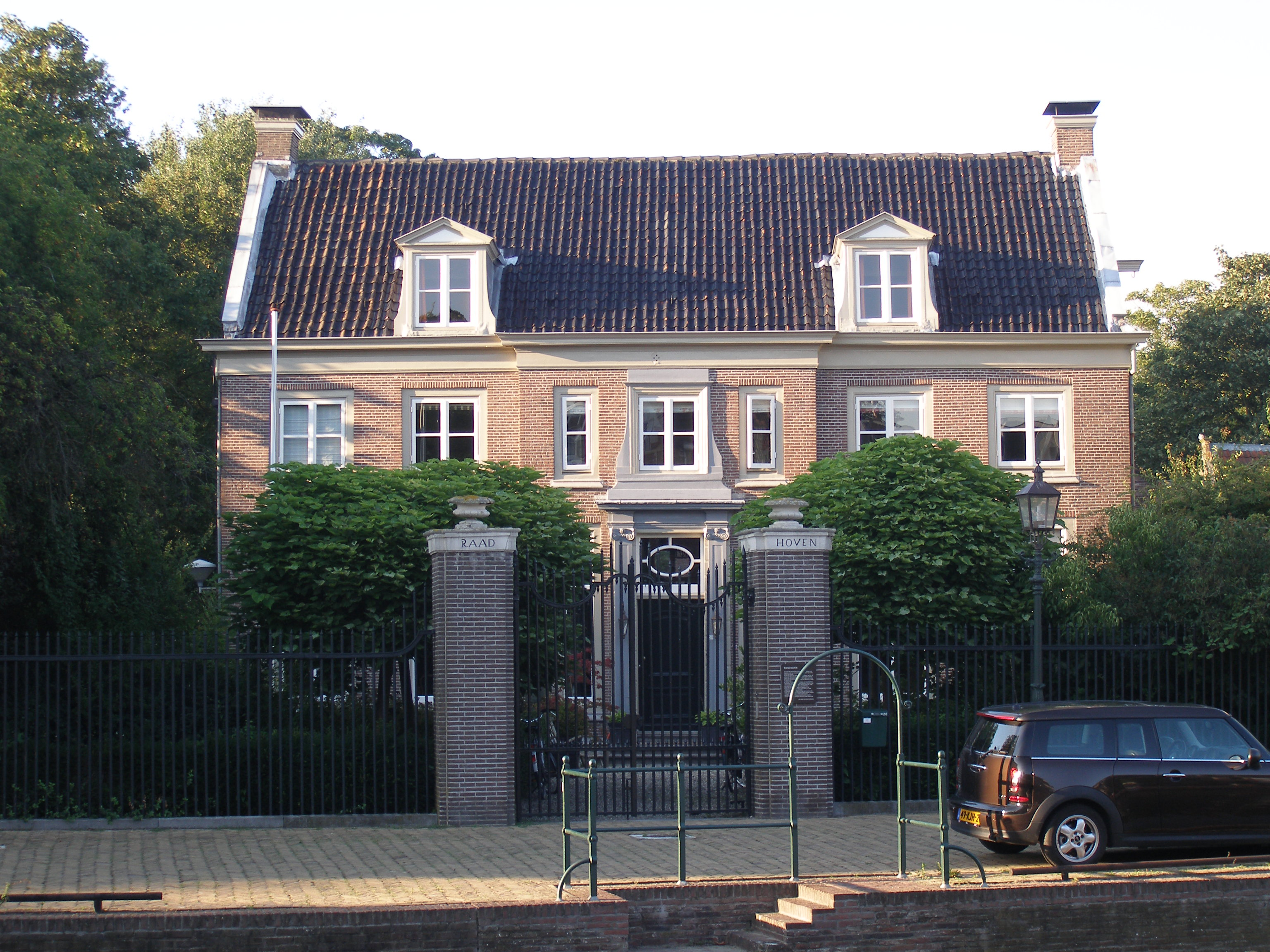
Raadhoven, Herengracht 20 te Maarssen
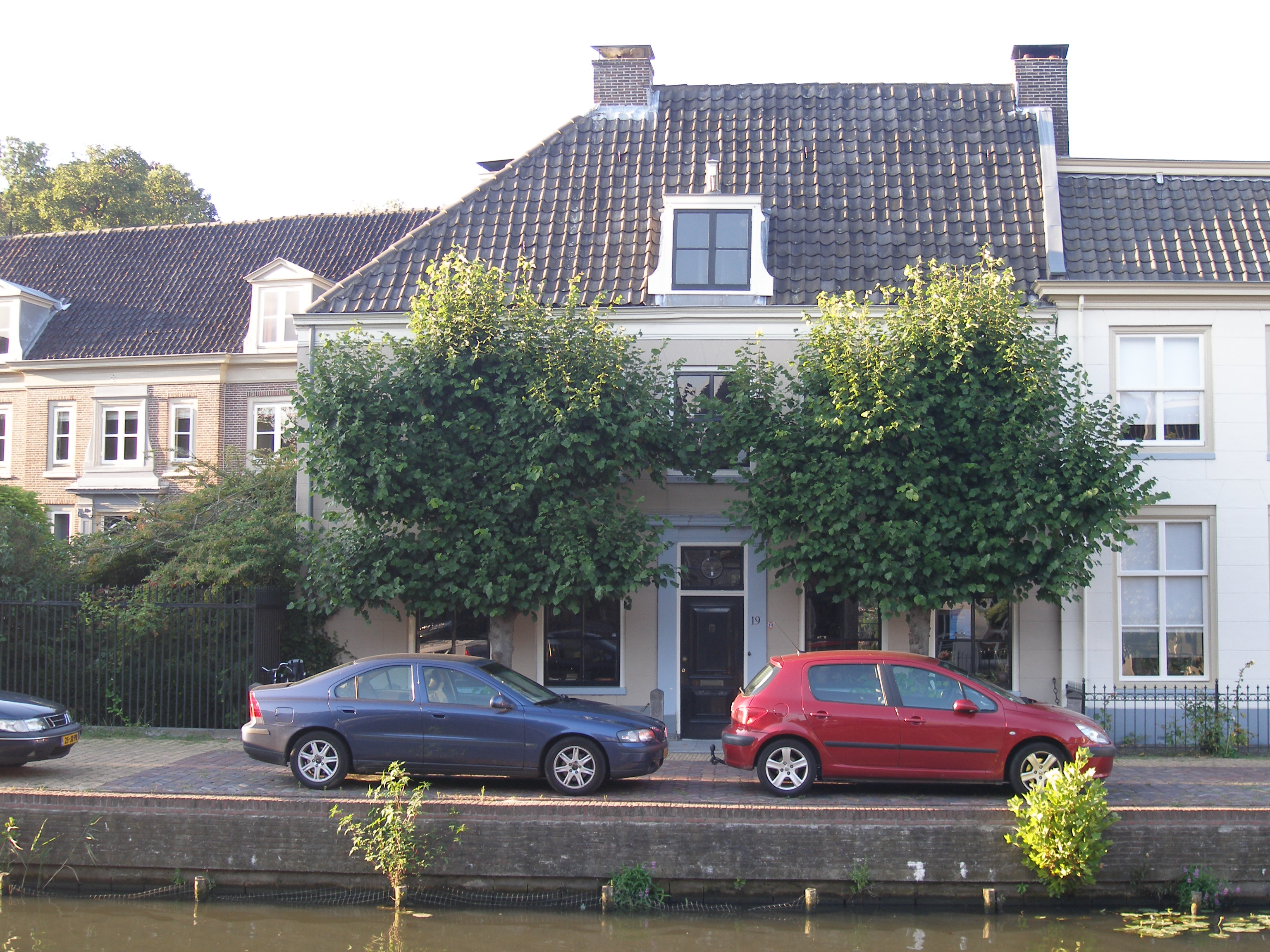
Herengracht 19 te Maarssen
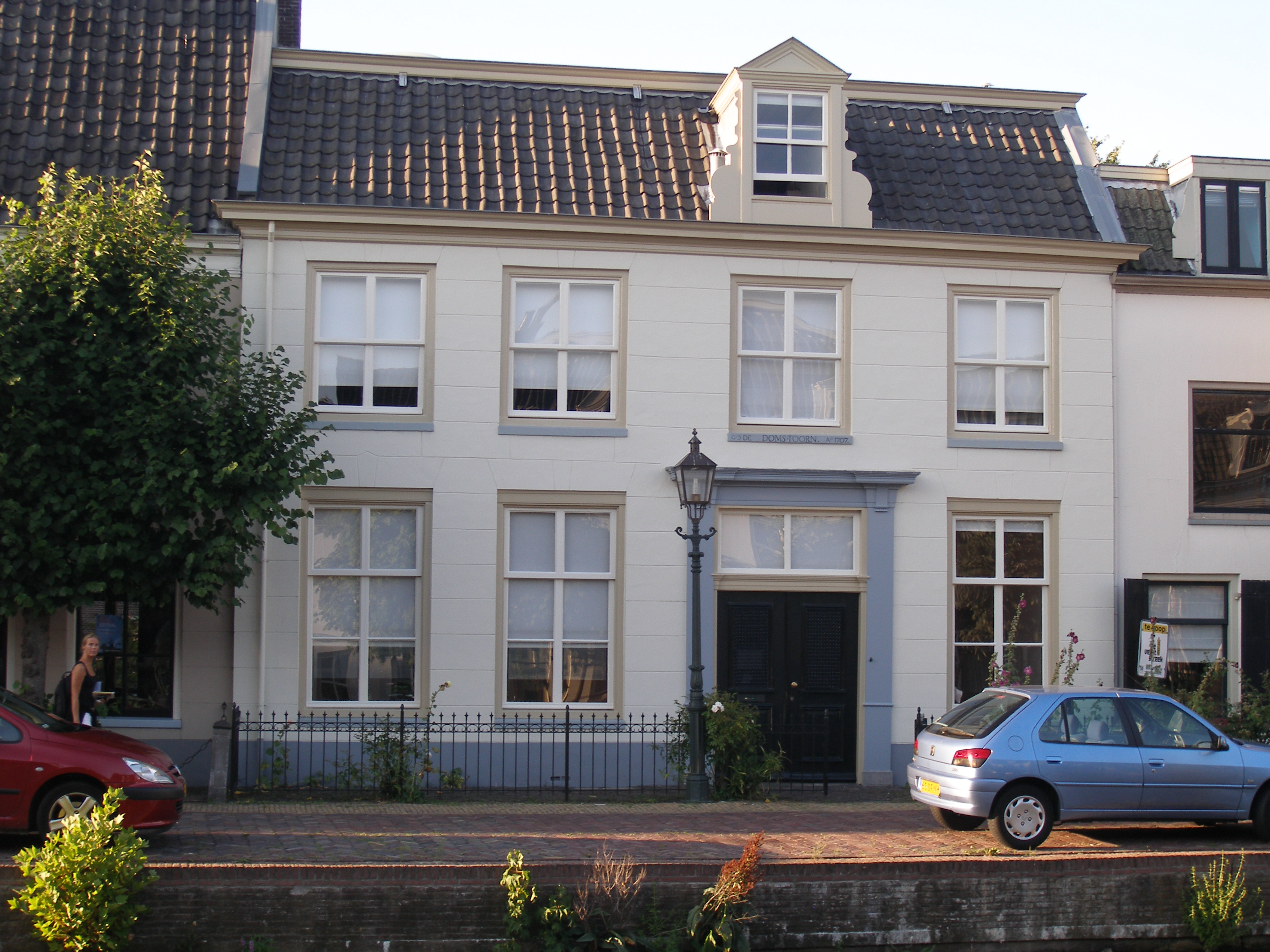
Herengracht 18 te Maarssen
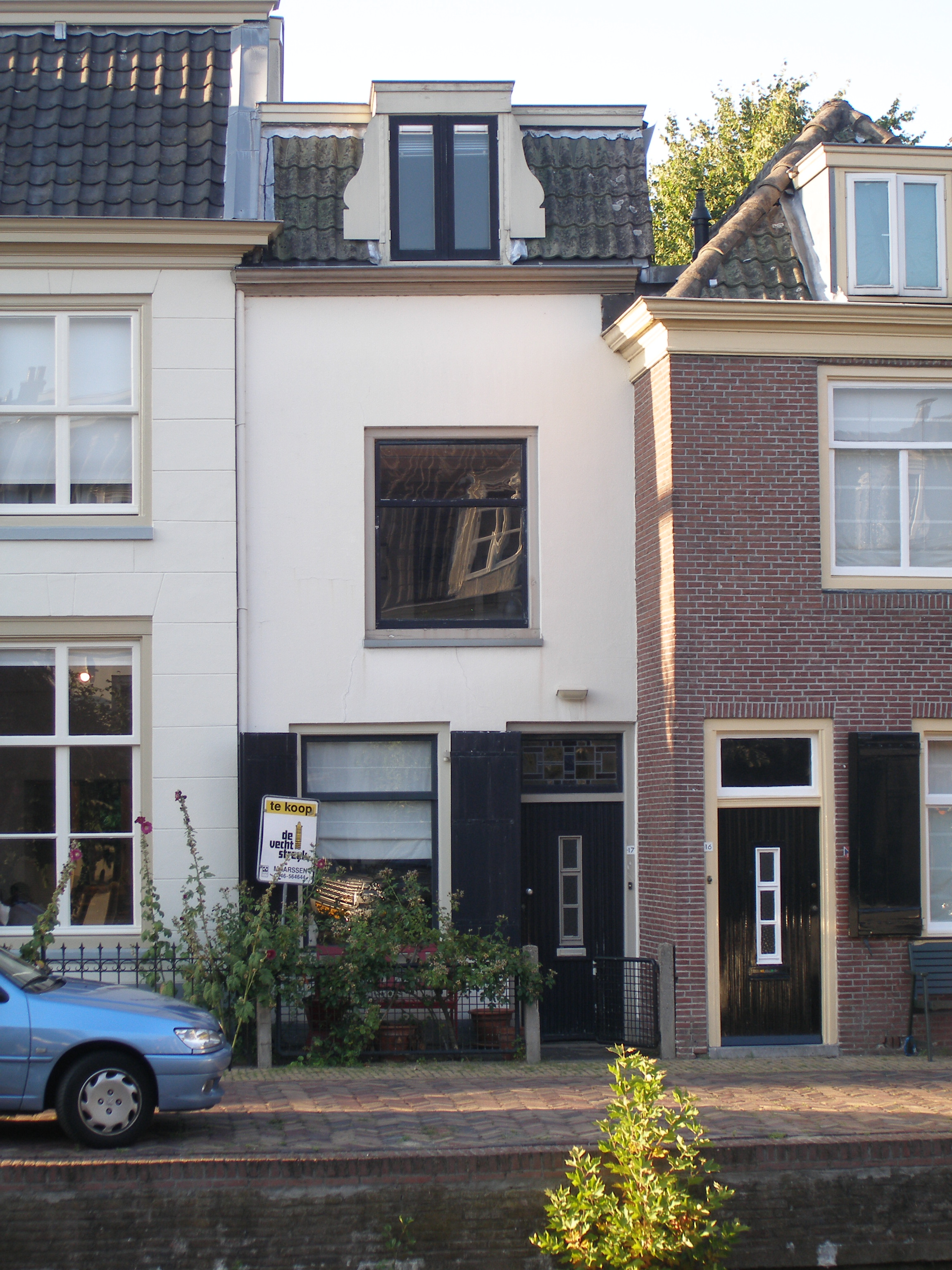
Herengracht 17 te Maarssen
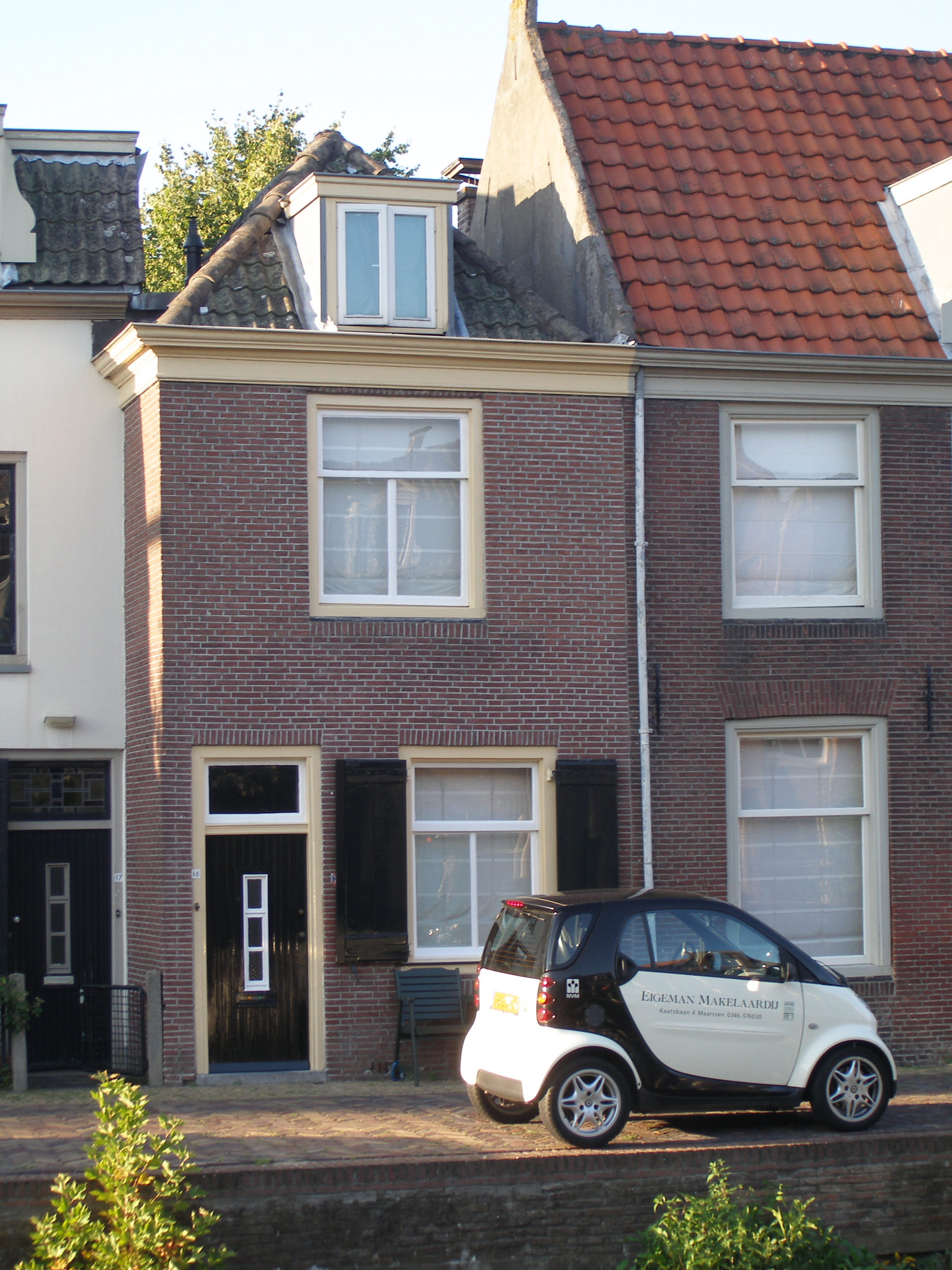
Herengracht 16 te Maarssen
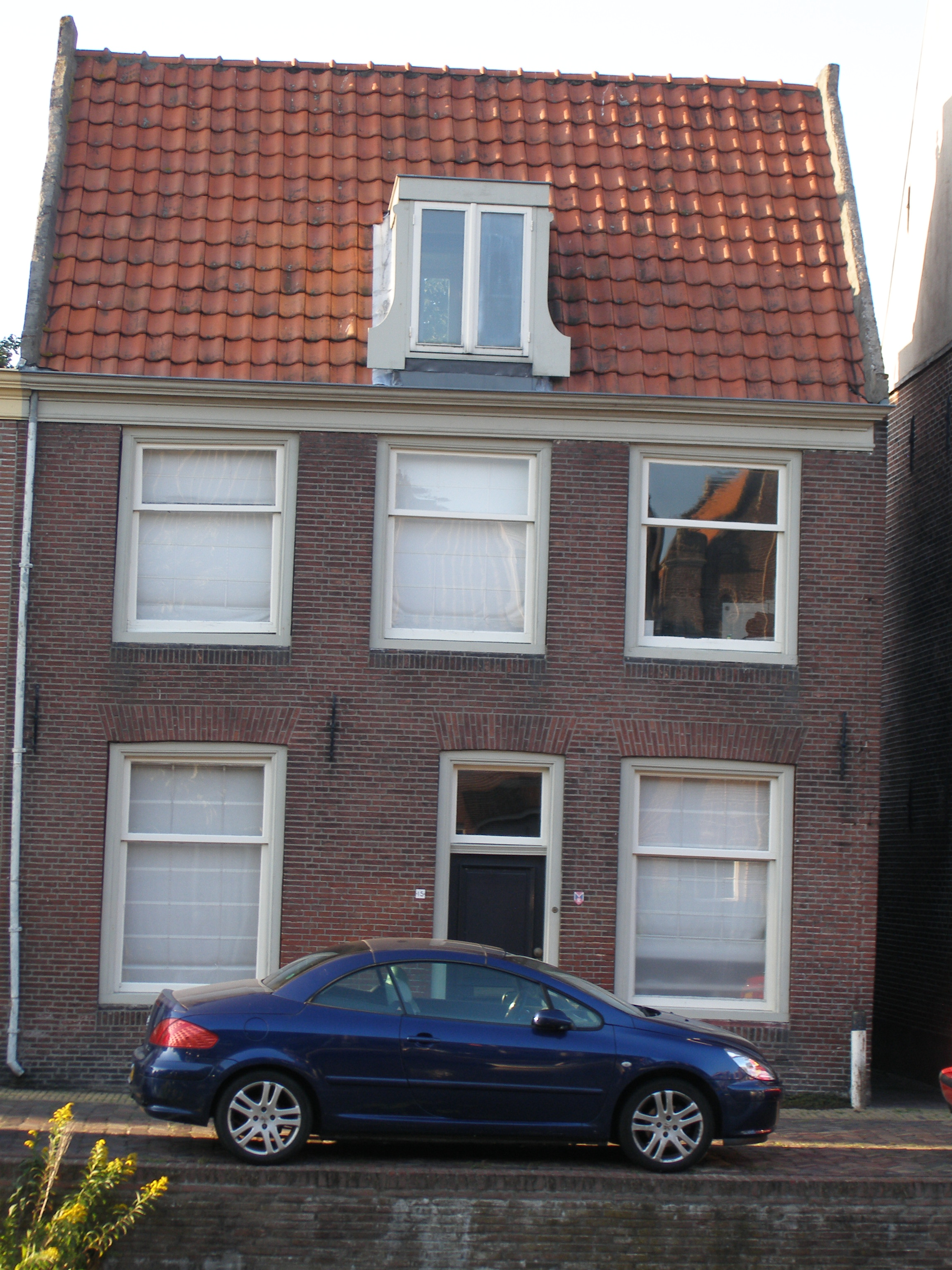
Herengracht 15 te Maarssen
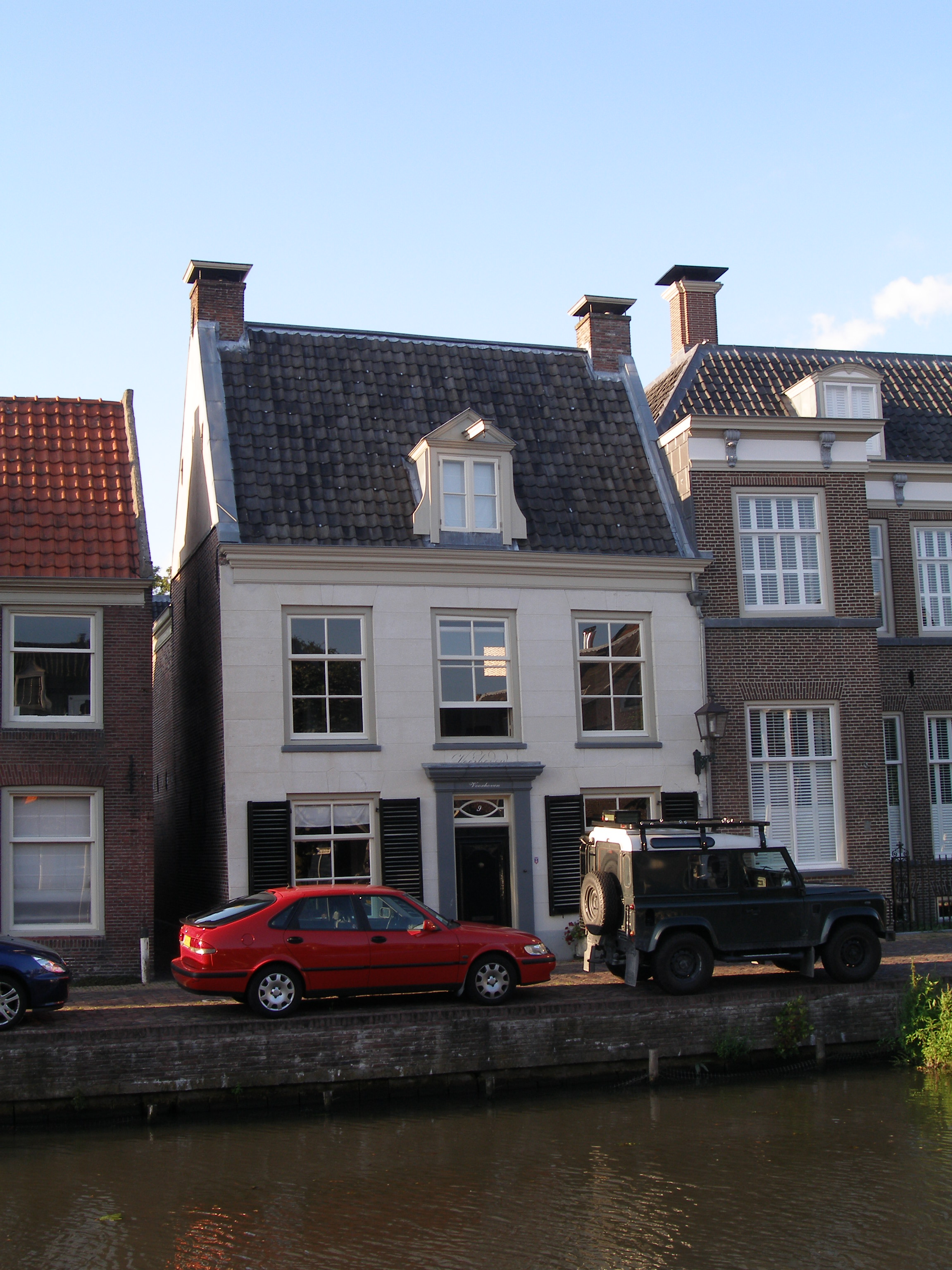
Herengracht 9 te Maarssen
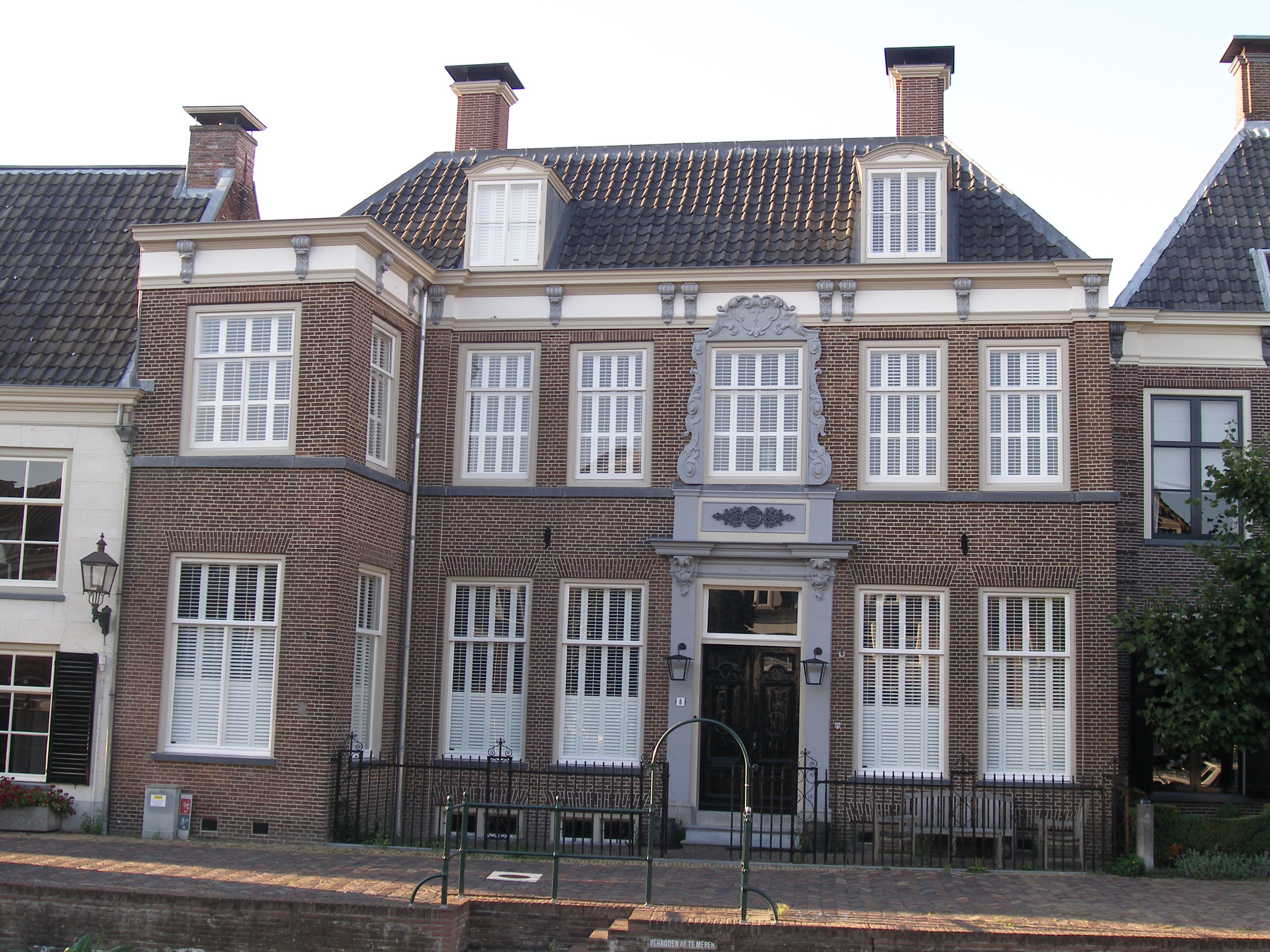
Herengracht 8 te Maarssen
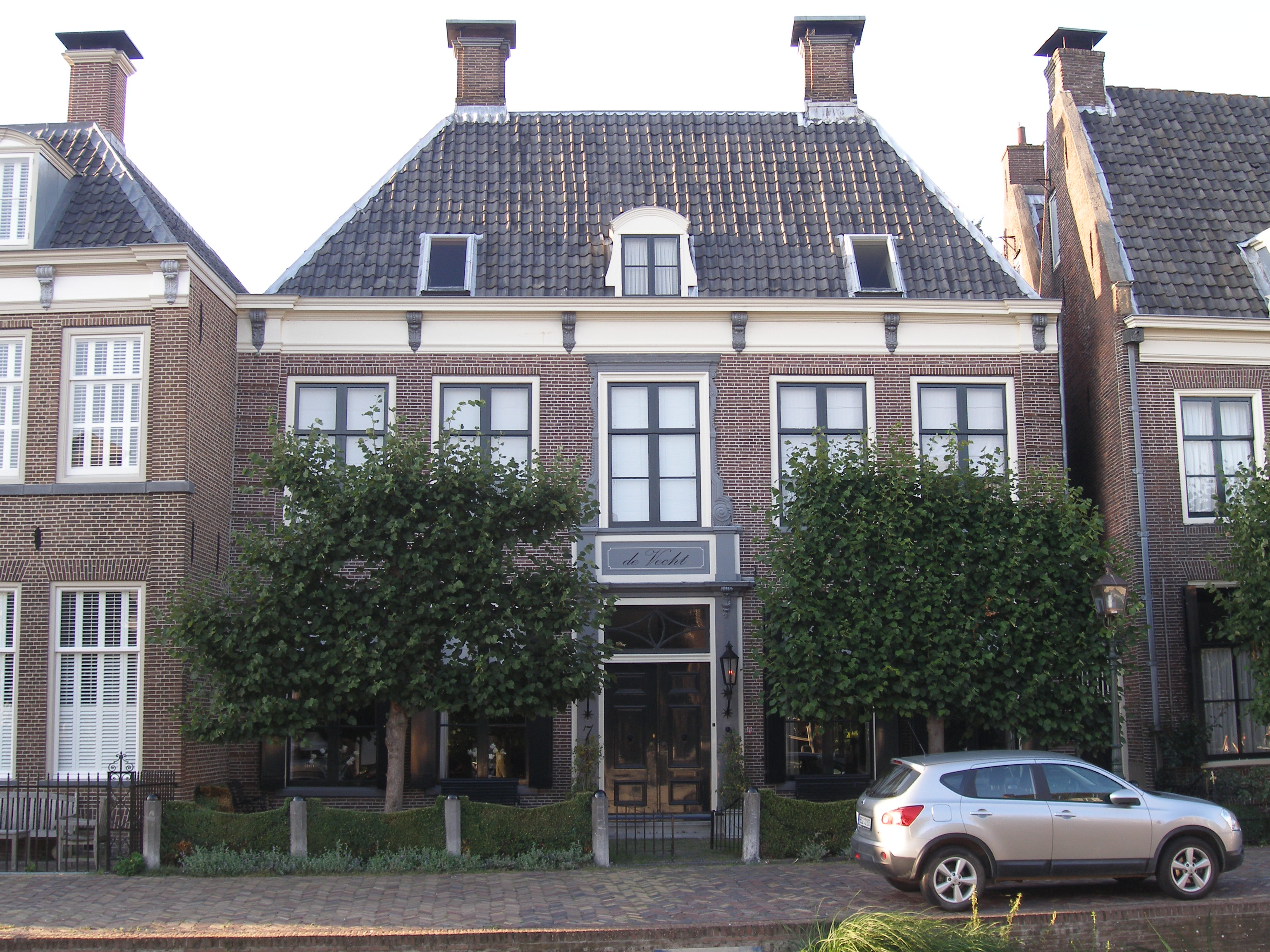
Herengracht 7 te Maarssen
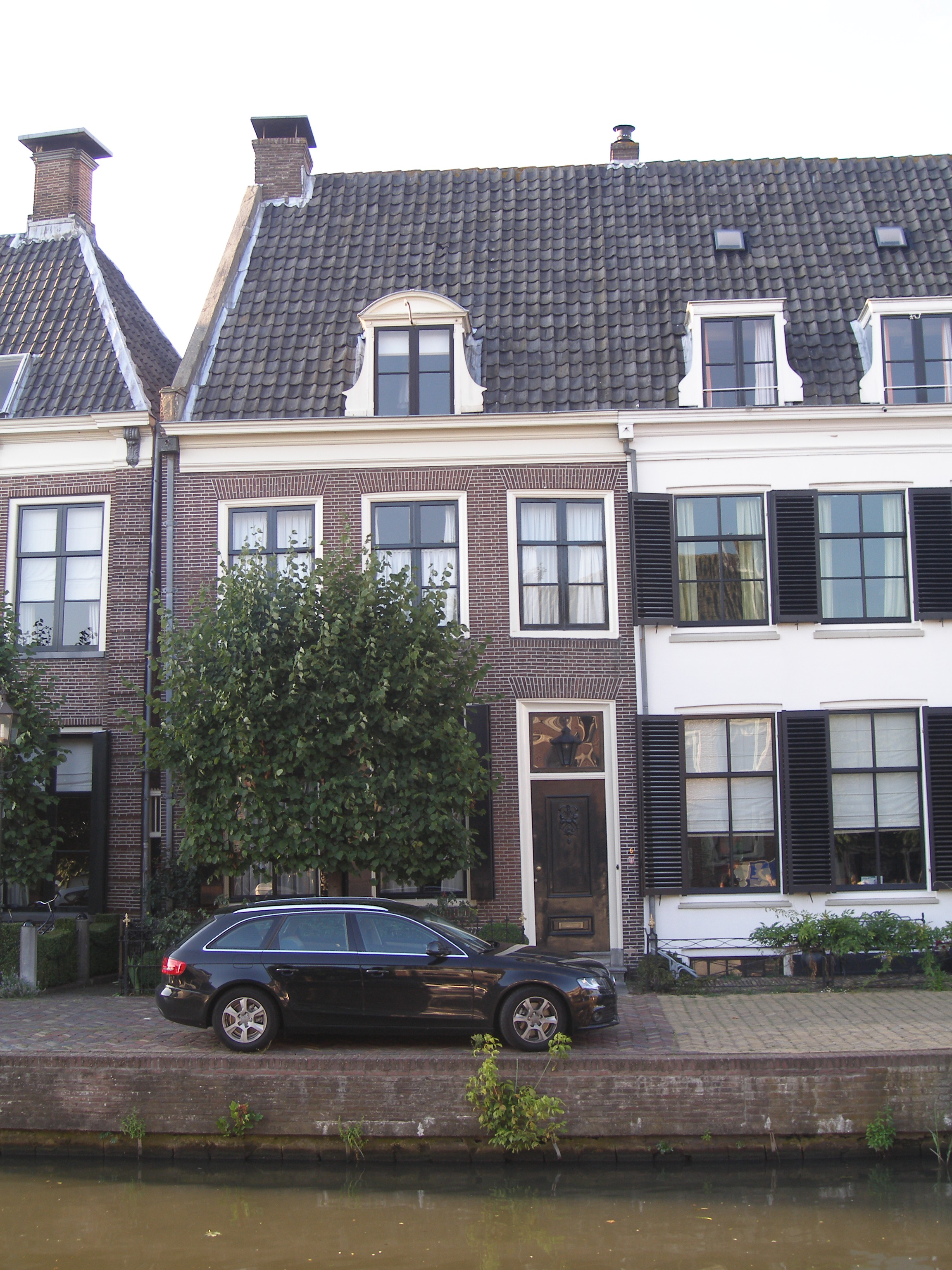
Herengracht 6 te Maarssen
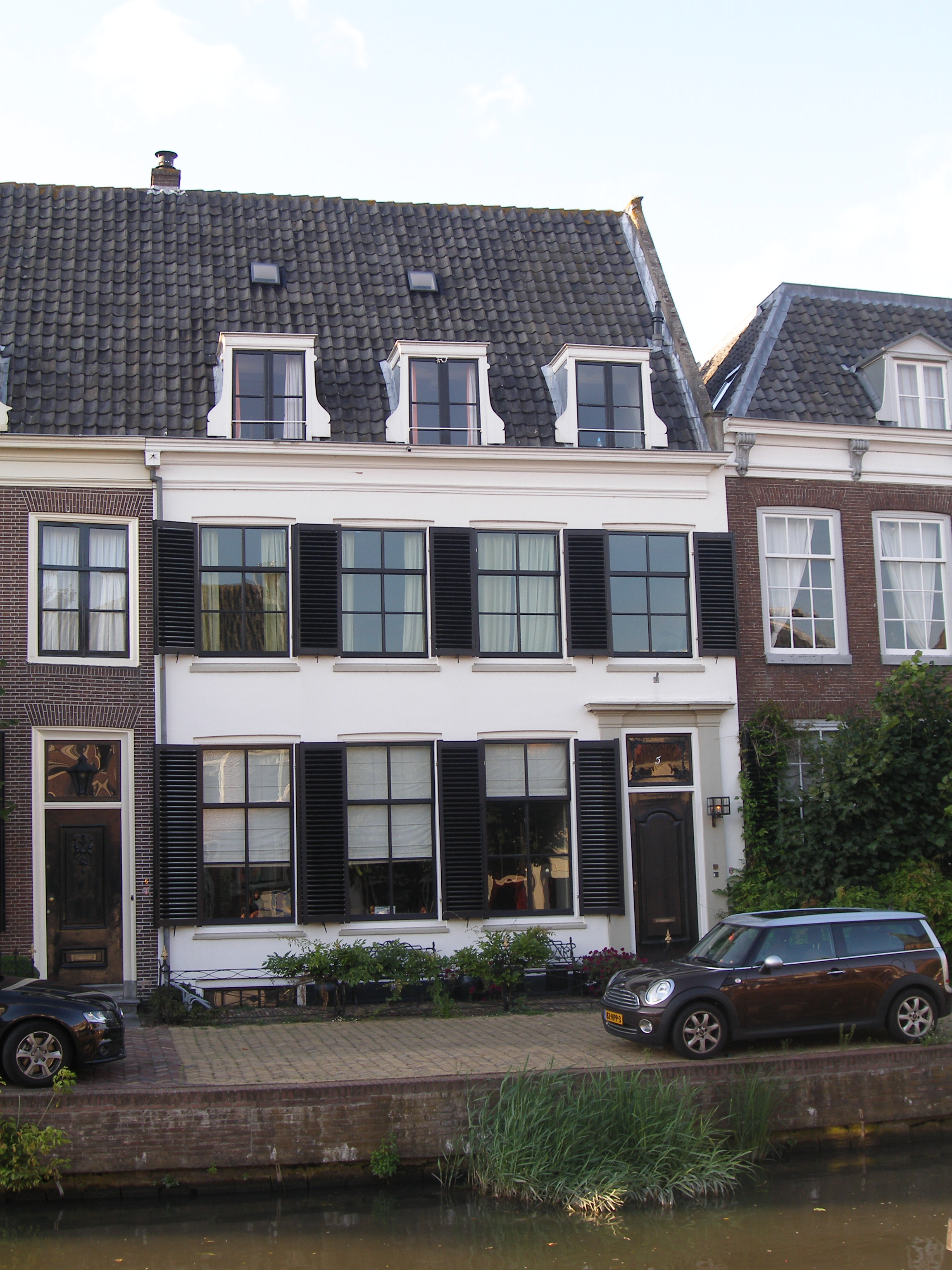
Herengracht 5 te Maarssen
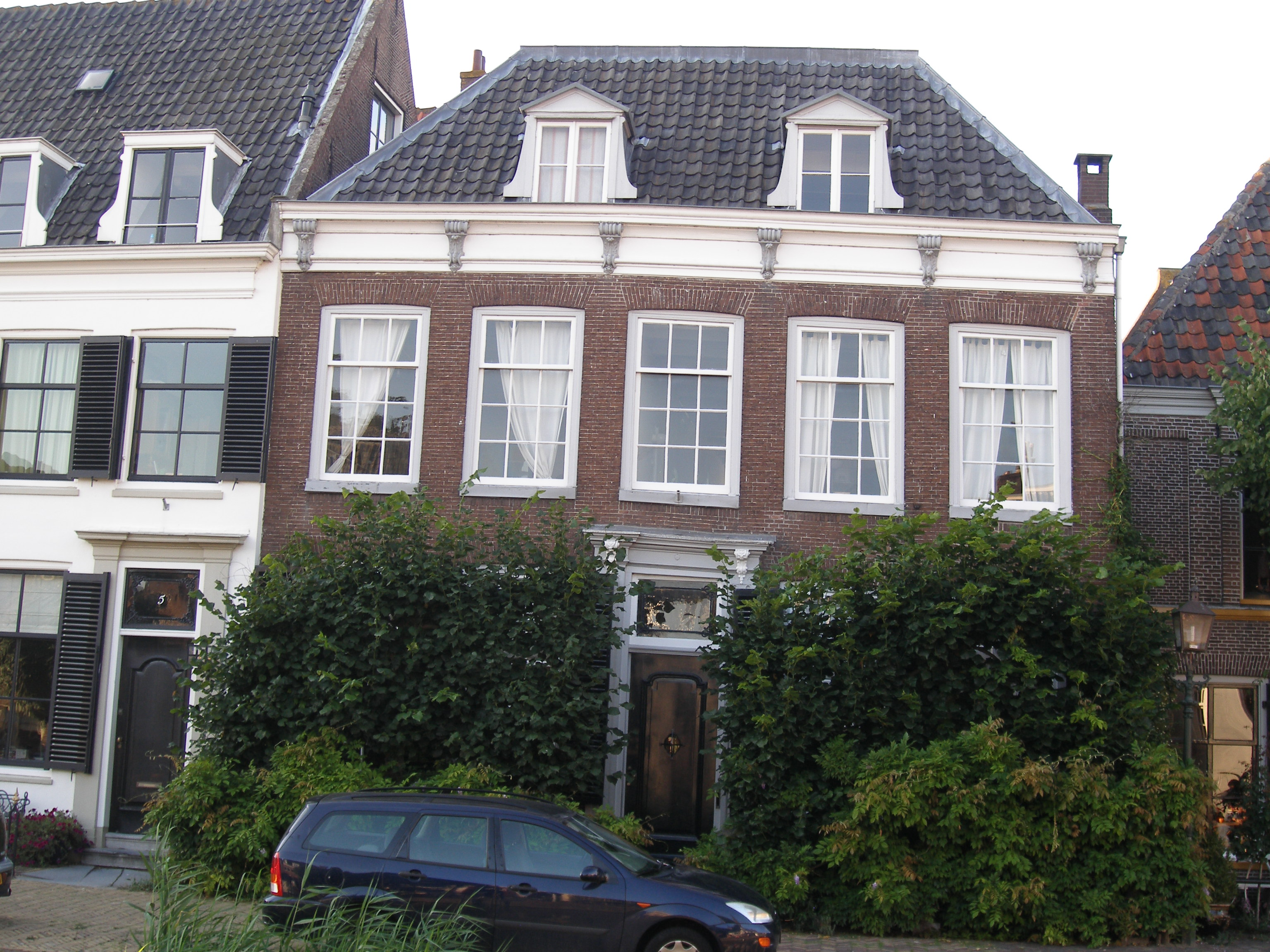
Herengracht 4 te Maarssen
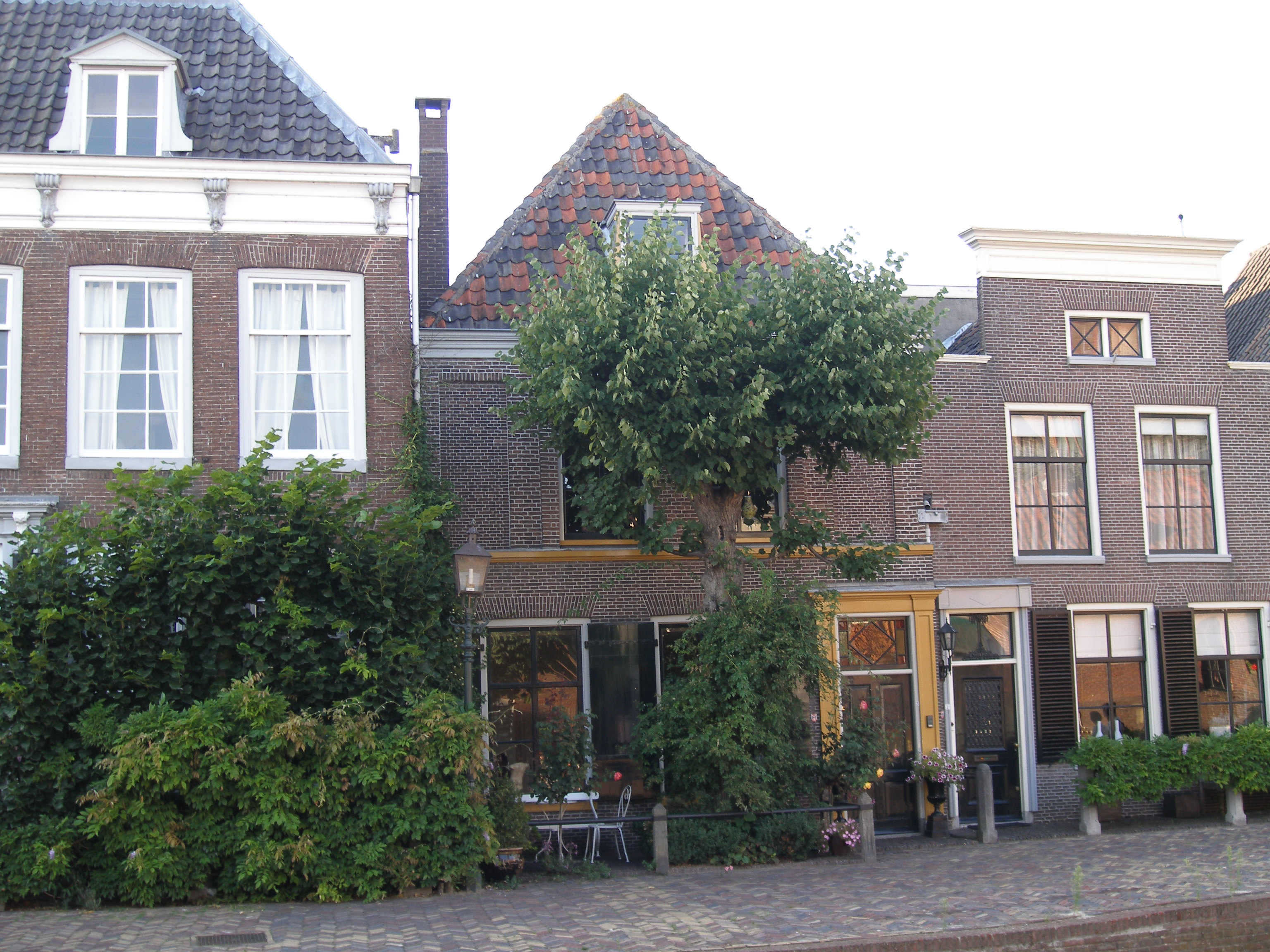
Herengracht 3 te Maarssen
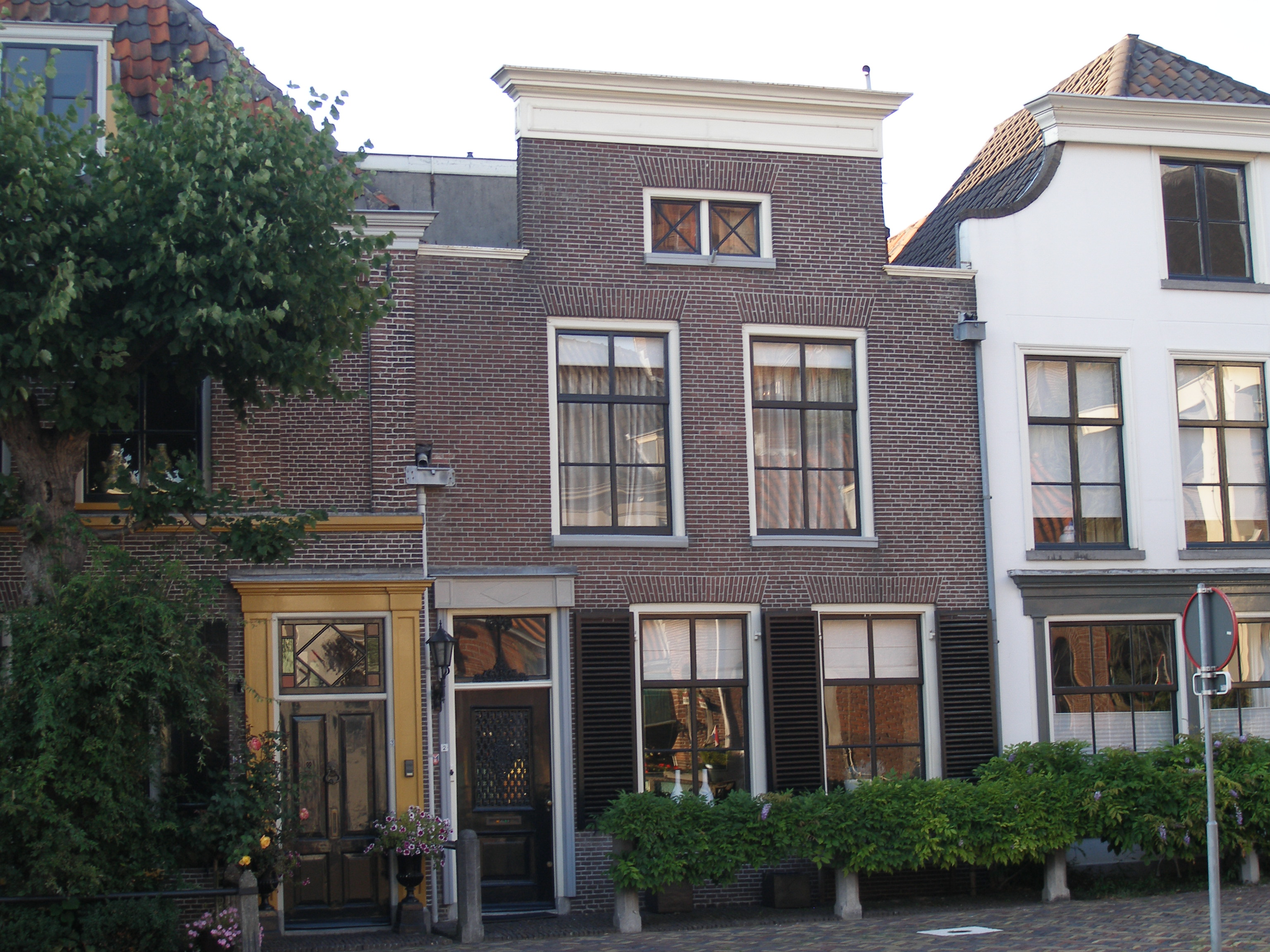
Herengracht 2 te Maarssen
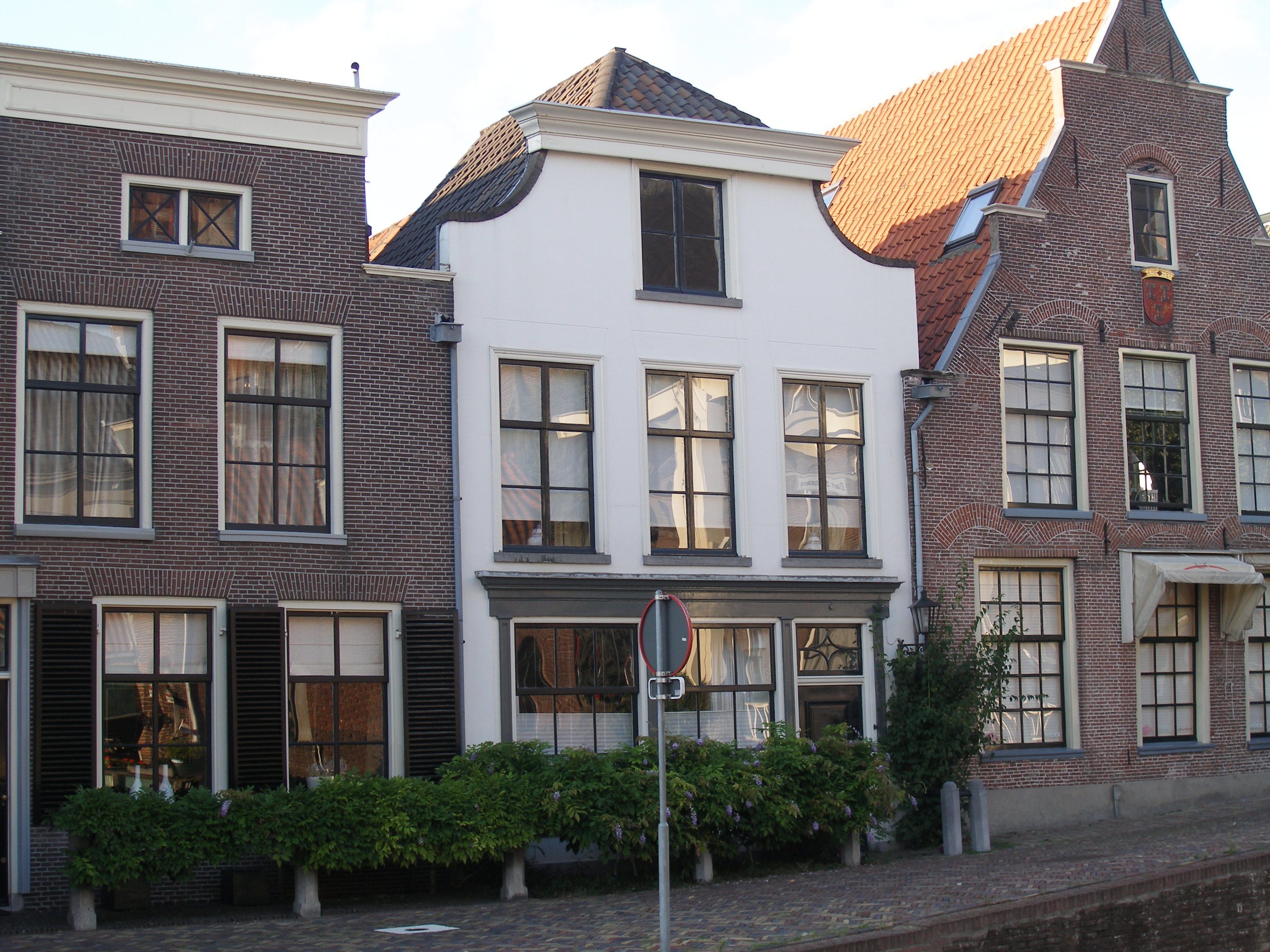
Herengracht 1 te Maarssen

Binnenweg ·
Bolensteinsestraat ·
Bolensteinseweg ·
Breedstraat ·
Diependaalsedijk ·
Herengracht ·
Kaatsbaan ·
Kerkweg ·
Langegracht ·
Nassaustraat ·
Parkweg ·
Raadhuisstraat ·
Schippersgracht ·
Wilhelminaweg · 
Zandpad